# Aconogonon platyphyllum
Aconogonon platyphyllum är en slideväxtart som först beskrevs av Kitagawa, och fick sitt nu gällande namn av Kanesuke Hara. Aconogonon platyphyllum ingår i släktet sliden, och familjen slideväxter. Inga underarter finns listade i Catalogue of Life.